# Regius Professor of Greek (Oxford)
Regius Professorship of Greek, grundad omkring 1541, är en av de äldsta professurerna vid universitetet i Oxford.
Professuren instiftades av Henrik VIII, som samtidigt instiftade ytterligare fyra poster som Regius Professor.

## Innehavare
- John Harpsfield, omkring 1541–1545
- George Etherege, 1547–1550
- Giles Lawrence, 1551–1553
- George Etherege, återinsatt, 1553–1559
- Giles Lawrence, återinsatt, 1559–1584 eller 1585
- John Harmar den äldre, 1585–1590
- Henry Cuffe, 1590–1597
- John Perrin, 1597–1615
- John Hales, 1615–1619
- John Harrys, 1619–1622
- John South, 1622–1625
- Henry Stringer, 1625–1650
- John Harmar den yngre, 1650–1660
- Joseph Crowther, 1660–1665
- William Levinz, 1665–1698
- Humphrey Hody, 1698–1705
- Thomas Milles, 1705–1707
- Edward Thwaytes, 1707–1711
- Thomas Terry, 1712–1735
- John Fanshawe, 1735–1741
- Thomas Shaw, 1741–1751
- Samuel Dickens, 1751–1763
- William Sharp, 1763–1782
- John Randolph, 1782–1783
- William Jackson, 1783–1811
- Thomas Gaisford, 1811–1855
- Benjamin Jowett, 1855–1893
- Ingram Bywater, 1893–1908
- Gilbert Murray, 1908–1936
- Eric Robertson Dodds, 1936–1960
- Hugh Lloyd-Jones, 1960–1989
- Peter J. Parsons, 1989–2003
- Christopher Pelling, 2003–2015
- Gregory Hutchinson, 2015-